# 胸膜
胸膜（きょうまく、pleura）とは、肺と胸郭の内側を覆う膜のこと。

## 胸膜
胸壁側には感覚神経があり、肺側には分布していない。だから胸痛が発生した場合は壁側胸膜に刺激が与えられたのである。この場合、鋭く短い痛みを訴える場合が多い。
胸膜に覆われた空間が胸膜腔である。胸膜腔は肺が広がっている限り肺で占められ、空間としては存在しない。ここには正常でも約10～20mlの胸水が存在する。肺側の胸膜(臓側胸膜)に弱い部分が出来ると、そこから風船状に膨らむ(成因によりブラ、ブレブと呼ばれる)、そしてそこに穴があき空気が漏れて肺が萎んだ状態が、気胸となる。そして、本来ごく少量しかない胸水が癌細胞や、細菌の刺激で増えると、肺の一部が押しつぶされ肺水貯留という状態になる。

## 胸膜の疾患
- 胸膜炎
- 胸膿
- 自然気胸
- 巨大肺嚢胞
- 胸膜腫瘍皮腫

胸膜肺摘除術は、肺結核性と悪性に適応している。

## 関連
- 胸膜播種

腫瘍が胸膜に浸潤、そして胸膜を破り胸控に露出した場合、そこから腫瘍細胞が胸腔内にこぼれおちる事になる。その細胞の一部のが胸膜の表面に着しょうし増殖し、胸膜上で腫瘍塊を形成した場合、胸膜播種巣と言い腫瘍進行形式を胸膜播種という。この進行形式をとるのは、肺がん、肺線腫、胸膜中皮腫の順で多い。
腫瘍の広がりは、胸腔にとどまる。
治療は、胸腔内への抗癌剤や胸腔癒着剤の注入となる。